# Hengshan Lu
Hengshan Lu (chiń. 衡山路站) – stacja metra w Szanghaju, na linii 1. Zlokalizowana jest pomiędzy stacjami Changshu Lu i Xujiahui. Została otwarta 10 kwietnia 1995.